# Angela Lansbury

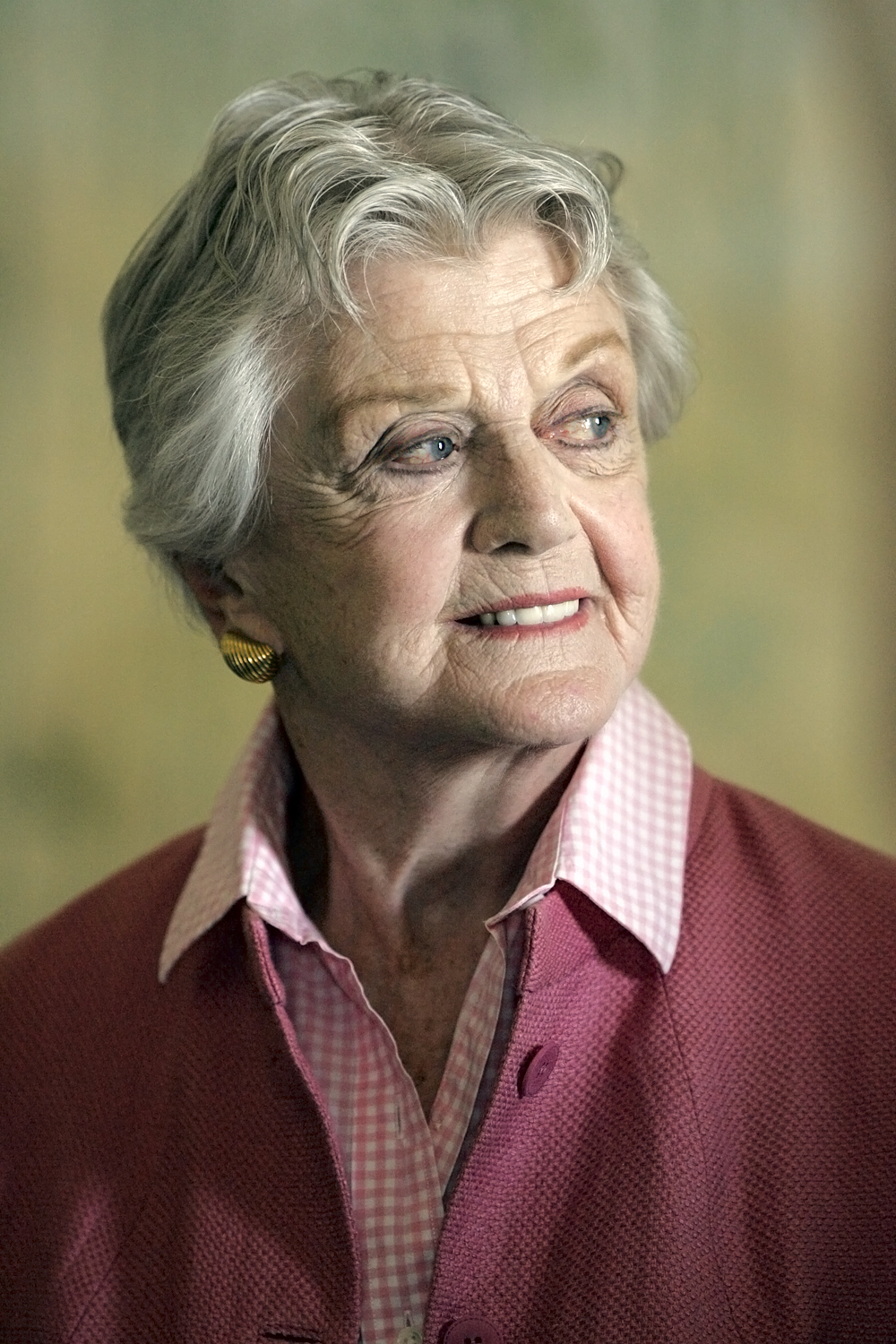
Angela Lansbury (2013)

Dame Angela Lansbury DBE (eigentlich Angela Brigid Lansbury Shaw, * 16. Oktober 1925 in London; † 11. Oktober 2022 in Los Angeles) war eine britische Schauspielerin, Sängerin und Autorin.
Einem breiten Publikum wurde sie durch die Rolle der Jessica Fletcher in der Fernsehserie Mord ist ihr Hobby (1984–1996) bekannt. Insgesamt erstreckte sich die Schauspielkarriere der Charakterdarstellerin von ihrem oscarnominierten Leinwanddebüt in Das Haus der Lady Alquist 1944 bis zum Jahr 2022. Neben Film- und Fernsehrollen wurde sie auch durch ihre Bühnenrollen am Broadway und als Sprecherin in Zeichentrickfilmen bekannt, etwa der Madame Pottine in dem Disney-Zeichentrickfilm Die Schöne und das Biest. 1995 wurde sie zur „Disney-Legende“ ernannt.
Sie wurde sechsmal mit dem Golden Globe Award und fünfmal dem Tony Award ausgezeichnet und war dreimal für den Oscar nominiert. 2013 wurde ihr der Ehrenoscar für ihr Lebenswerk zugesprochen.

## Leben

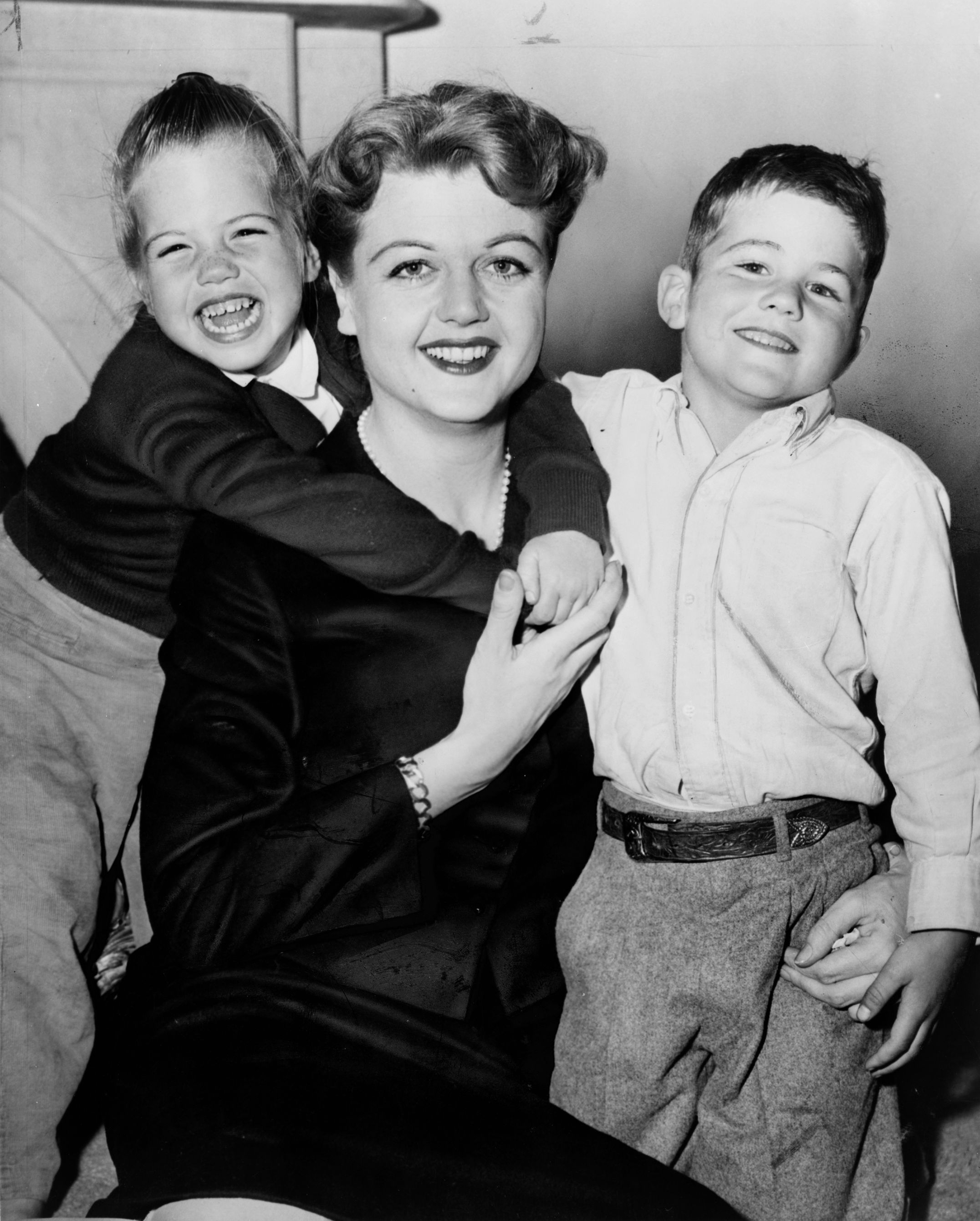
Lansbury mit ihren Kindern (1957)

Lansbury kam als ältestes von drei Kindern des englischen Politikers Edgar Isaac Lansbury (1886–1934) und Charlotte Lillian McIldowie (1895–1975), die unter dem Künstlernamen Moyna MacGill eine erfolgreiche Schauspielerin war, in London zur Welt. Sie hatte zwei Brüder, die 1930 geborenen Zwillinge Edgar und Bruce († 2017). Außerdem hatte sie aus der ersten Ehe ihrer Mutter eine ältere Halbschwester namens Isolde (1920–1987), die später die erste Ehefrau von Sir Peter Ustinov war. Mütterlicherseits lassen sich ihre Familienwurzeln bis nach Nordirland zurückverfolgen. Ihr Großvater väterlicherseits war der englische Politiker George Lansbury.
Durch ihre Mutter kam Lansbury früh mit dem Showgeschäft in Berührung. Sie nahm Schauspielunterricht an der South Hampton School. Mit 14 Jahren, als der Zweite Weltkrieg begann, wanderte Lansbury mit ihrer Mutter in die USA aus. Dort kümmerte sie sich um ihre Zwillingsbrüder.
Am 27. September 1945 heiratete Lansbury den Schauspieler Richard Cromwell (1910–1960). Die Ehe wurde im August 1946 geschieden. Cromwell war eigentlich homosexuell, was Lansbury erst während der Ehe feststellte. Am 12. August 1949 heiratete sie den Filmproduzenten Peter Shaw (1918–2003), aus dieser Ehe gingen die Kinder Anthony Peter Shaw (* 1952) und Deirdre Angela Shaw (* 1953) hervor. Shaw brachte außerdem seinen Sohn, David Shaw (* 1944), mit in die Ehe.
Lansbury starb am 11. Oktober 2022, fünf Tage vor ihrem 97. Geburtstag, in ihrem Haus in Los Angeles.

## Karriere

### Film und Fernsehen
Erste Erfahrungen als Schauspielerin sammelte die 16-jährige Lansbury in Montreal und New York mit Auftritten in Nachtclubs und Kabaretts. Um entsprechende Engagements zu erhalten, gab Lansbury 1921 als ihr Geburtsjahr aus und trat unter den Namen Bridget MacGill oder Bridget Lansbury auf.
Im Alter von 19 Jahren spielte Lansbury ihre erste Hollywood-Rolle in dem Psychothriller Das Haus der Lady Alquist (1944) mit Ingrid Bergman. Für die Rolle als freches Hausmädchen Nancy erhielt sie sofort ihre erste Oscar-Nominierung in der Kategorie „Beste Nebenrolle“ und einen Sieben-Jahres-Vertrag mit MGM. Ihre zweite Oscar-Nominierung bekam Lansbury ein Jahr später für ihre Mitwirkung in dem Filmdrama Das Bildnis des Dorian Gray (1945), in dem sie die Rolle der tragischen jungen Schauspielerin Sibyl Vane übernahm. In Frank Capras Politsatire Der beste Mann erschien sie 1948 in der Rolle einer intriganten Zeitungschefin.
Später verflachte ihre Filmkarriere zeitweise, da Hollywood sich schwer tat, passende Rollen für die Darstellerin zu finden, die zwar als talentiert galt, aber in Aussehen und Stimme vom Hollywood-Standard für junge Frauen abwich. Sie wurde daher in den 1950er-Jahren oft in B-Filmen eingesetzt. Zu den Höhepunkten dieser Zeit gehörte die Komödie Der Hofnarr (1955) mit Danny Kaye, Glynis Johns und Basil Rathbone, wo sie 1955 die liebestolle Tochter des Tyrannen Roderick verkörperte. Ihre dritte Oscar-Nominierung erhielt sie für ihre Darstellung in dem United-Artists-Politikthriller Botschafter der Angst (1962), in dem sie in einer bösartigen Rolle die Mutter des gerade einmal drei Jahre jüngeren Laurence Harvey verkörperte. Nach diesem Film erhielt sie auch zusehends wieder bessere Rollen in größeren Produktionen, wobei sie nunmehr zunehmend ältere, etwas skurril wirkende Damen spielte. Etwa zur selben Zeit spielte sie auch die Mutter von Elvis Presley in dessen kommerziell erfolgreichstem Film, dem Musikfilm Blaues Hawaii, obgleich sie auch hier nur zehn Jahre älter als Presley war.

Lansburys Bekanntheitsgrad als Schauspielerin steigerte sich durch den von Robert Stevenson inszenierten Disney-Film Die tollkühne Hexe in ihrem fliegenden Bett (1971), in den sie an der Seite von David Tomlinson auch ihr Gesangstalent einbringen konnte. 

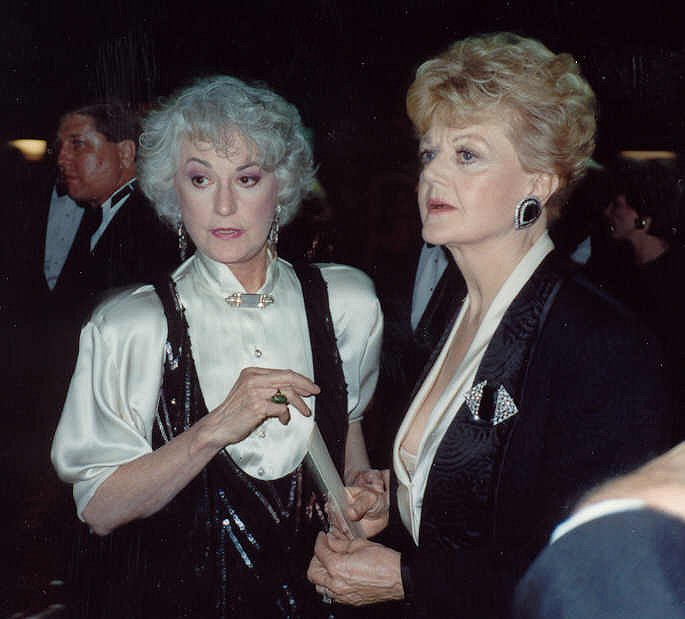
Lansbury (rechts) mit Beatrice Arthur bei den Emmy Awards 1989

Im Jahr 1978 spielte sie unter anderem neben Peter Ustinov und Bette Davis die trunksüchtige Schundromanautorin Salome Otterbourne in der Agatha-Christie-Verfilmung Tod auf dem Nil. 1980 folgte die Rolle der Miss Marple in einer weiteren Christie-Filmadaption, Mord im Spiegel, in der sie unter anderem an der Seite von Elizabeth Taylor, Geraldine Chaplin und Rock Hudson agierte. Sie spielte auch eine große Nebenrolle als Großmutter in dem Fantasyfilm Die Zeit der Wölfe (1984). 1989 war sie unter der Regie von Waris Hussein in dessen britisch-US-amerikanischem Filmdrama Die Muschelsucher, der ersten Verfilmung eines von Rosamunde Pilcher geschriebenen Romans, in der Hauptrolle der Penelope Keeling zu sehen.
Ihre bekannteste Rolle spielte Lansbury als Krimi-Autorin und Hobby-Detektivin Jessica Fletcher in der langjährigen Fernsehserie Mord ist ihr Hobby (Originaltitel Murder, She Wrote). Die Serie wurde während der deutschen ARD-Erstausstrahlung 1988 unter dem Titel Immer wenn sie Krimis schrieb bekannt und läuft seitdem in regelmäßiger Wiederholung in den deutschen Fernsehsendern, unter anderem im WDR oder auf TNT Serie. Ihre Leistung wurden mit zwölf Emmy-Nominierungen und vier Golden Globes, bei ebenfalls zwölf Nominierungen, belohnt. Lansbury hatte zunächst gezögert, die Rolle zu übernehmen, da sie zuvor nur selten in Fernsehserien gespielt hatte und eigentlich das Theater bevorzugte.
Im Alter war Lansbury häufiger in Familienfilmen zu sehen. Mitte der 1990er Jahre verkörperte sie die Titelrolle in einem Weihnachtsmärchenfilm, Mrs. Santa Claus. Außerdem spielte sie 2006 als wohlhabende, aber geizige Verwandte in dem Film Eine zauberhafte Nanny mit. Im Jahr 2011 war sie in der Rolle der Mrs. Van Gundy in der Filmkomödie Mr. Poppers Pinguine besetzt. 2018 war sie in einer Nebenrolle als Balloon Lady an der Seite von Emily Blunt und Dick Van Dyke in Mary Poppins’ Rückkehr zu sehen. Im selben Jahr wurde auch der Weihnachtsfilm Buttons: A Christmas Tale, in dem sie erneut neben Dick Van Dyke zu sehen war, veröffentlicht. [veraltet] Ihr letzter Kinofilm ist Glass Onion: A Knives Out Mystery von Rian Johnson, der im Dezember 2022 in den Kinos anlief und in dem sie sich selbst in einem kurzen Auftritt verkörperte.

### Theater

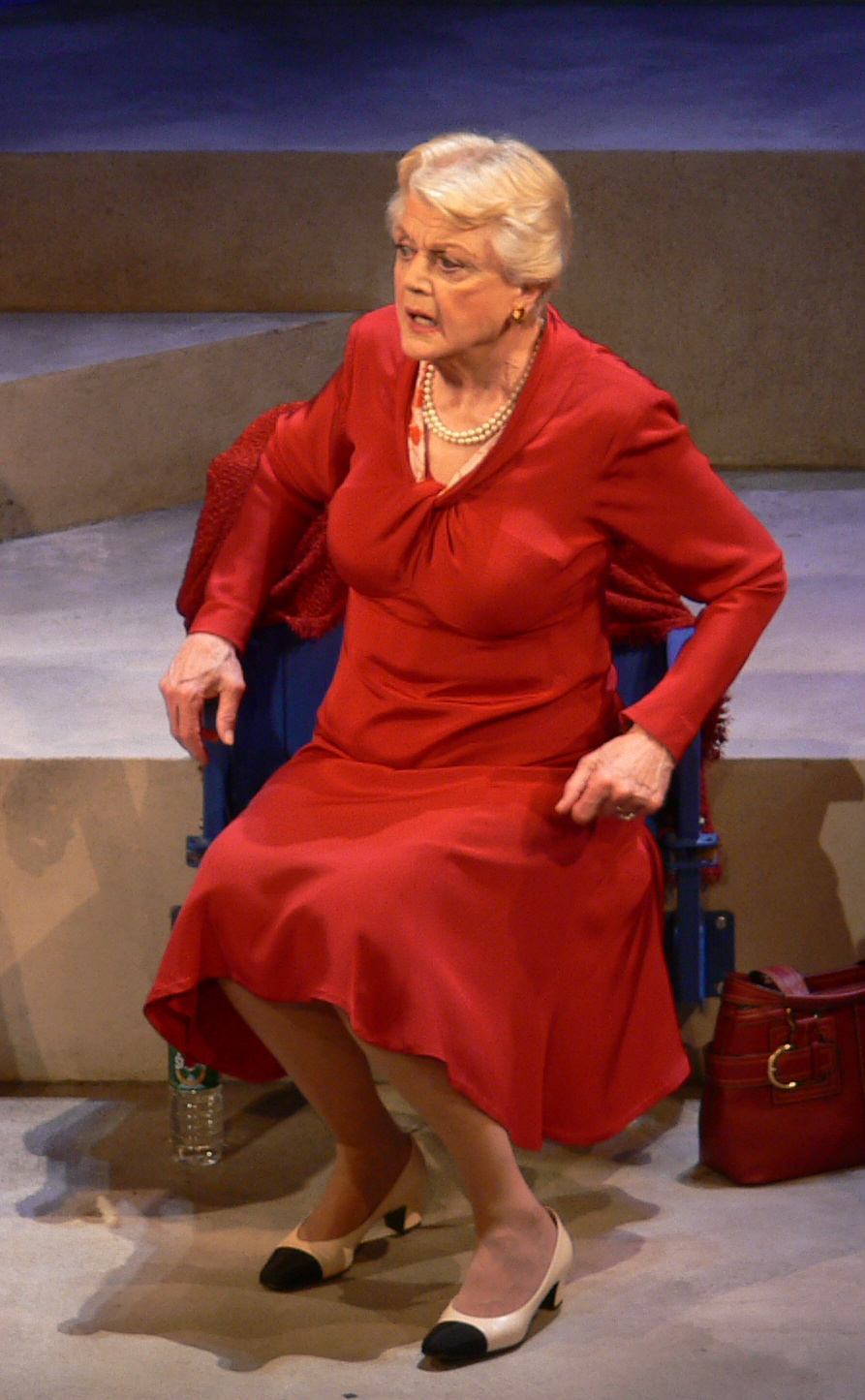
Lansbury 2007 in dem Broadway-Stück Deuce

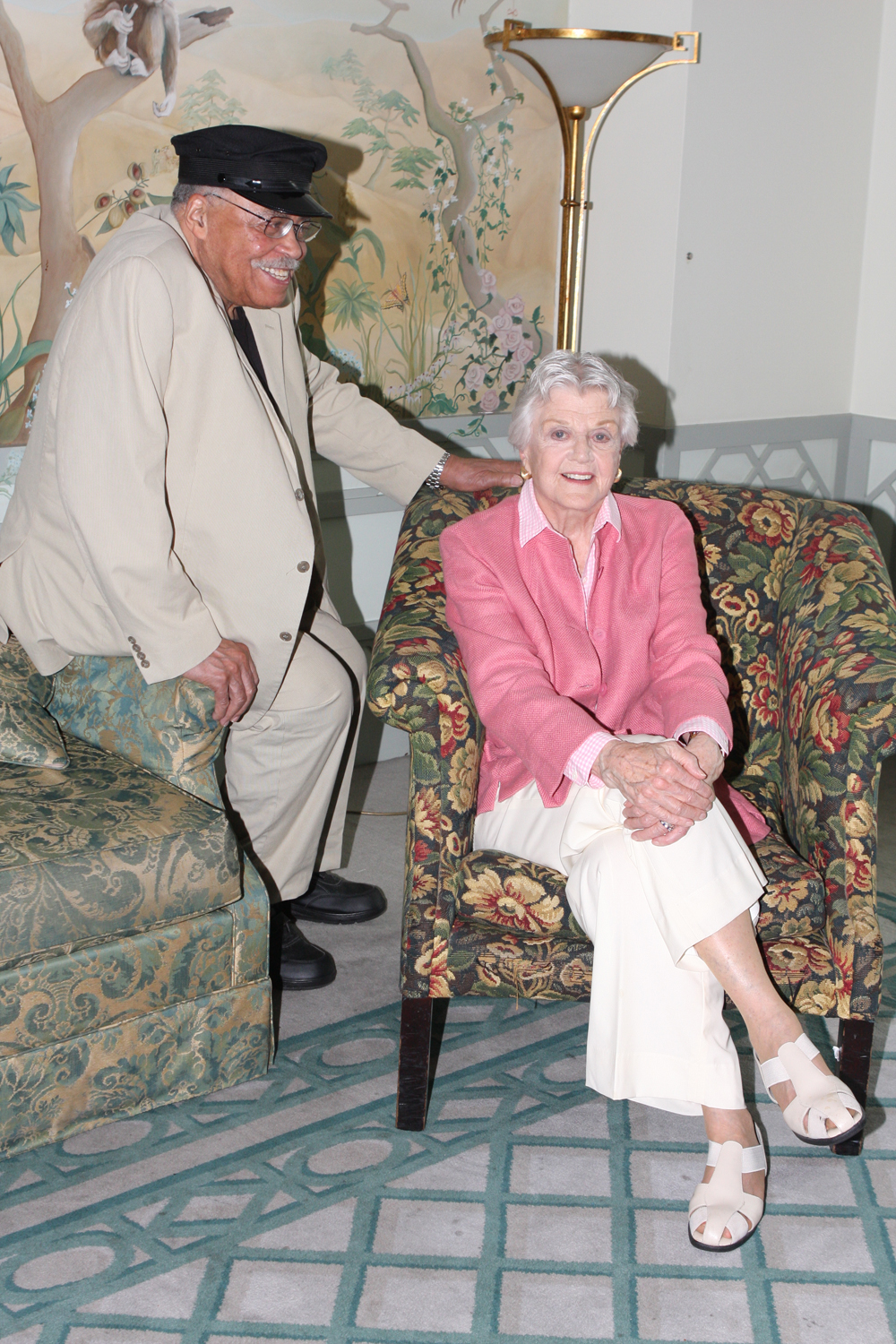
James Earl Jones mit Lansbury im Jahr 2013

Erfolge und Auszeichnungen erwarb Lansbury auch am Broadway. Das Stück, mit dem sie ihren größten und längsten Erfolg feierte, war das Musical Mame (verfilmt jedoch mit Lucille Ball in der Hauptrolle, was Lansbury laut Autobiografie sehr getroffen haben soll, da eigentlich sie für die Rolle vorgesehen gewesen war). Weitere Broadway-Erfolgsrollen waren die der Rose im Musical Gypsy, das sie sowohl am Londoner West End als auch am New Yorker Broadway spielte, die Countess Aurelia (Die Irre von Chaillot nach Jean Giraudoux) im Musical Dear World und die Mrs. Lovett im Musical Sweeney Todd. Für ihre Mitarbeit an den Tonaufnahmen der Musicals Mame und Sweeney Todd wurde sie mit zwei Grammys ausgezeichnet. Zwischen 1964 und 2009 trat Lansbury in den Produktionen von Stephen Sondheim auf.
Im Mai 2007 kehrte Lansbury nach über 20 Jahren mit Terrence McNallys Stück Deuce an den Broadway zurück. Im März und April 2009 war sie dort in Noël Cowards Komödie Blithe Spirit (Fröhliche Geister) als exzentrische Spiritistin Madame Arcati zu sehen. Für ihre schauspielerische Leistung erhielt Angela Lansbury den Tony Award; insgesamt errang sie diese Auszeichnung fünfmal. Nach 40 Jahren kehrte Lansbury 2014 in der Rolle der Arcati in Blithe Spirit an die Bühnen Londons zurück. Ende 2014 bis Anfang 2015 spielte sie ebenfalls die Arcati auf einer Tour durch die USA und Kanada. 2015 wurde sie für ihre Darbietung dieser Rolle in der Londoner Produktion von 2014 mit dem Laurence Olivier Award als beste Nebendarstellerin geehrt. 2017 trat Lansbury in einer szenischen Lesung des Stücks am Hunter College auf.
Lansbury war Mitglied der American Theatre Hall of Fame. Wenige Monate vor ihrem Tod wurde ihr im Sommer 2022 der Tony Award für ihr Lebenswerk zugesprochen.

### Tätigkeit als Synchronsprecherin
Auch als Synchronsprecherin hatte Lansbury einige bedeutende Auftritte. 1962 synchronisierte Lansbury ihre schwedische Kollegin Ingrid Thulin in dem Film Die vier apokalyptischen Reiter. Im Jahr 1982 lieh sie Mommy Fortuna ihre Stimme, der bösen Jahrmarkt-Hexe in dem Zeichentrickfilm Das letzte Einhorn. Im Jahr 1991 synchronisierte sie die Figur Madame Pottine in dem Disney-Zeichentrickfilm Die Schöne und das Biest, wobei sie in ihrer Rolle das Titellied Beauty and the Beast mitsang sowie das Lied Tale as Old as Time (in der deutschen Synchronfassung Märchen schreibt die Zeit). Für das Lied Beauty And The Beast wurde sie im August 2020 im Vereinigten Königreich mit einer Silbernen Schallplatte ausgezeichnet. Das Lied Be Our Guest wurde 2021 im Vereinigten Königreich mit einer Silbernen Schallplatte ausgezeichnet, 2023 folgte eine Goldene Schallplatte in den Vereinigten Staaten. Für das Lied Something There aus dem Soundtrack zu Die Schöne und das Biest erhielt sie 2024 in den USA eine Goldene Schallplatte. Sechs Jahre später, 1997, gab sie ihre Stimme der Zarenmutter Marie in dem Zeichentrickfilm Anastasia. Ebenfalls als Sprecherin war sie in den PlayStation-2-Spielen Kingdom Hearts und Kingdom Hearts II zu hören.

### Autorentätigkeit
Lansbury war auch als Autorin tätig. 1990 erschien das zusammen mit Mimi Avins verfasste Buch Angela Lansbury’s Positive Moves: My Personal Plan for Fitness and Well-Being, das eine Mischung aus Autobiografie, Wellnessbuch und positivem Denken darstellt und zu dem es ein Trainingsvideo gibt. Das Buch ist ausschließlich in englischer Sprache erschienen.

## Filmografie (Auswahl)

### Kinofilme
- 1944: Das Haus der Lady Alquist (Gaslight)
- 1944: Kleines Mädchen, großes Herz (National Velvet)
- 1945: Das Bildnis des Dorian Gray (The Picture of Dorian Gray)
- 1946: The Harvey Girls
- 1946: The Hoodlum Saint
- 1946: Bis die Wolken vorüberzieh’n (Till the Clouds Roll By)
- 1947: Die Privataffären des Bel Ami (The Private Affairs of Bel Ami)
- 1947: If Winter Comes
- 1948: Der beste Mann (State of the Union)
- 1948: Die drei Musketiere (The Three Musketeers)
- 1948: Tenth Avenue Angel
- 1949: Schicksal in Wien (The Red Danube)
- 1949: Samson und Delilah (Samson and Delilah)
- 1951: Kind Lady
- 1952: Meuterei auf dem Piratenschiff (Mutiny)
- 1953: Eine Leiche auf Rezept (Remains to Be Seen)
- 1954: A Life at Stake
- 1955: Die purpurrote Maske (The Purple Mask)
- 1955: Ein Mann wie der Teufel (A Lawless Street)
- 1955: Der Hofnarr (The Court Jester)
- 1956: Please Murder Me
- 1958: Der lange heiße Sommer (The Long, Hot Summer)
- 1958: Was weiß Mama von Liebe? (The Reluctant Debutante)
- 1959: Der Sommer der siebzehnten Puppe (Summer of the Seventeenth Doll)
- 1960: Das Dunkel am Ende der Treppe (The Dark at the Top of the Stairs)
- 1960: Prinzessin Olympia (Olimpia)
- 1961: Blaues Hawaii (Blue Hawaii)
- 1962: Die vier apokalyptischen Reiter (The 4 Horsemen of the Apocalypse, Stimme)
- 1962: Mein Bruder, ein Lump (All Fall Down)
- 1962: Botschafter der Angst (The Manchurian Candidate)
- 1963: Begierde an schattigen Tagen (In the Cool of the Day)
- 1964: Henrys Liebesleben (The World of Henry Orient)
- 1964: Die Frau seines Herzens (Dear Heart)
- 1965: Die größte Geschichte aller Zeiten (The Greatest Story Ever Told)
- 1965: Die amourösen Abenteuer der Moll Flanders (The Amorous Adventures of Moll Flanders)
- 1965: Die Welt der Jean Harlow (Harlow)
- 1966: Gesicht ohne Namen (Mister Buddwing)
- 1970: Something for Everyone
- 1971: Die tollkühne Hexe in ihrem fliegenden Bett (Bedknobs and Broomsticks)
- 1978: Tod auf dem Nil (Death on the Nile)
- 1979: Tödliche Botschaft (The Lady Vanishes)
- 1980: Mord im Spiegel (The Mirror Crack’d)
- 1982: Das letzte Einhorn (The Last Unicorn, Stimme)
- 1983: The Pirates of Penzance
- 1984: Ingrid (Dokumentarfilm)
- 1984: Die Zeit der Wölfe (The Company of Wolves)
- 1991: Die Schöne und das Biest (Beauty and the Beast, Stimme)
- 1997: Die Schöne und das Biest – Weihnachtszauber (Beauty and the Beast: The Enchanted Christmas, Stimme)
- 1997: Anastasia (Stimme)
- 1999: Fantasia 2000 (Zwischenszene)
- 2003: Broadway: The Golden Age, by the Legends Who Were There (Dokumentarfilm)
- 2005: Eine zauberhafte Nanny (Nanny McPhee)
- 2011: Mr. Poppers Pinguine (Mr. Popper’s Penguins)
- 2018: Der Grinch (The Grinch, Stimme)
- 2018: Mary Poppins’ Rückkehr (Mary Poppins Returns)
- 2018: Buttons
- 2022: Glass Onion: A Knives Out Mystery

### Fernsehfilme
- 1982: Kleine Gloria – Armes, reiches Mädchen (Little Gloria … Happy at Last)
- 1983: The Gift of Love: A Christmas Story
- 1984: Mord nach Plan (A Talent for Murder)
- 1984: Lace
- 1986: Rage of Angels: The Story Continues
- 1989: Rosamunde Pilcher: Die Muschelsucher (The Shell Seekers)
- 1990: Abschied und Hoffnung (The Love She Sought)
- 1992: Das schönste Kleid der Welt (Mrs. ’Arris Goes to Paris)
- 1996: Mrs. Santa Claus
- 1997: Mord ist ihr Hobby: Eine Zeugin verschwindet (Murder, She Wrote: South By Southwest)
- 1999: Die unerwarteten Talente der Mrs. Pollifax (The Unexpected Mrs. Pollifax)
- 2000: Mord ist ihr Hobby: Eine zum Sterben schöne Geschichte (Murder, She Wrote: A Story to Die For)
- 2001: Mord ist ihr Hobby – Der letzte freie Mann (Murder, She Wrote: The Last Free Man)
- 2003: Mord ist ihr Hobby: Das Rätsel der Kelten (Murder, She Wrote: The Celtic Riddle)
- 2004: The Blackwater Lightship
- 2008: Heidi auf 4 Pfoten (Heidi 4 Paws, Stimme)
- 2014: Miss Daisy und ihr Chauffeur (Driving Miss Daisy)

### Fernsehserien
- 1964: Solo für O.N.C.E.L. (The Man from U.N.C.L.E., Folge 1x07 In den Fängen von T.H.R.U.S.H.)
- 1984–1996: Mord ist ihr Hobby (Murder, She Wrote, 264 Folgen)
- 1986: Magnum (Folge 7x09 Immer wenn sie Krimis schreibt)
- 2002: Ein Hauch von Himmel (Touched By An Angel, Folge For All the Tea in China)
- 2005: Law & Order: Trial by Jury (Folge 1x11 Familienschande)
- 2005: Law & Order: Special Victims Unit (Folge 6x20 Familienehre)
- 2017: Little Women (Miniserie)

### Videospiele
- 2000: Disney’s Beauty and the Beast: Magical Ballroom … als Mrs. Potts
- 2005: Kingdom Hearts II … als Mrs. Potts
- 2007: Kingdom Hearts: Final Mix+ … als Mrs. Potts

## Deutsche Synchronstimmen
- Dagmar Altrichter: Mord ist ihr Hobby, Magnum (2. Synchronisation), Eine zauberhafte Nanny, Fantasia (2000)
- Gisela Trowe: Mord ist ihr Hobby (1. Synchronisation), Das Bildnis des Dorian Gray
- Gudrun Genest: Der Hofnarr, Mord im Spiegel, Zeit der Wölfe
- Friedel Schuster: Botschafter der Angst, Blaues Hawaii
- Ingeborg Wellmann: Die Schöne und das Biest, Anastasia
- Marianne Wischmann: Tödliche Botschaft
- Ursula Vogel: Magnum (1. Synchronisation)
- Edith Schollwer: Tod auf dem Nil
- Ursula Traun: Flug ohne Rückkehr
- Heidi Treutler: Der beste Mann
- Tina Eilers: Samson und Delilah, Harrys Liebesleben
- Christa Berndl: Die tollkühne Hexe in ihrem fliegenden Bett
- Tilly Lauenstein: Das letzte Einhorn
- Käte Jaenicke: Die Welt der Jean Harlow
- Hannelore Minkus: Mr Poppers Pinguine
- Regina Lemnitz: Heidi
- Monika John: Mary Poppins Rückkehr
- Kornelia Boje: Der Grinch
- Sonja Deutsch: Glass Onion: A Knives Out Mystery

## Bühne
Broadway
- 1957: Hotel Paradiso (Marcelle (Madame Cot))
- 1960–1961: A Taste of Honey (Helen)
- 1964: Anyone Can Whistle (Cora Hoover Hooper)
- 1966–1968: Mame (Mame Dennis)
- 1969: Dear World (Countess Aurelia)
- 1974–1975: Gypsy (Rose)
- 1978: The King and I (Anna Leonowens)
- 1979–1980: Sweeney Todd (Mrs. Nellie Lovett)
- 1982: A Little Family Business (Lillian)
- 1983: Mame (Mame Dennis)
- 2003: Alles über Eva (einmalige Benefizveranstaltung als Birdie)
- 2007: Deuce (Leona Mullen)
- 2009: Blithe Spirit (Madame Arcati)
- 2009–2010: A Little Night Music (Madame Armfeldt)
- 2012: The Best Man (Mrs. Sue-Ellen Gamadge)
- 2012: Anastasia (Werkstattaufführung als Dowager Empress Marie)
- 2016: Lettice and Lovage (Lettice Douffet)
- 2018: Ernst sein ist alles (Lady Bracknell)

West End
- 1972: All Over (The Mistress)
- 1973–1974: Gypsy (Rose)
- 1975: Hamlet (Gertrude)
- 2014: Blithe Spirit (Madame Arcati)

Boston
- 1971: Prettybelle (Prettybelle Sweet)

Tourneen
- 1968: Mame (Mame Dennis)
- 1980: Sweeney Todd (Mrs. Nellie Lovett)
- 2013: Driving Miss Daisy (Daisy Werthan)
- 2014/2015: Blithe Spirit (Madame Arcati)

## Auszeichnungen
Oscar

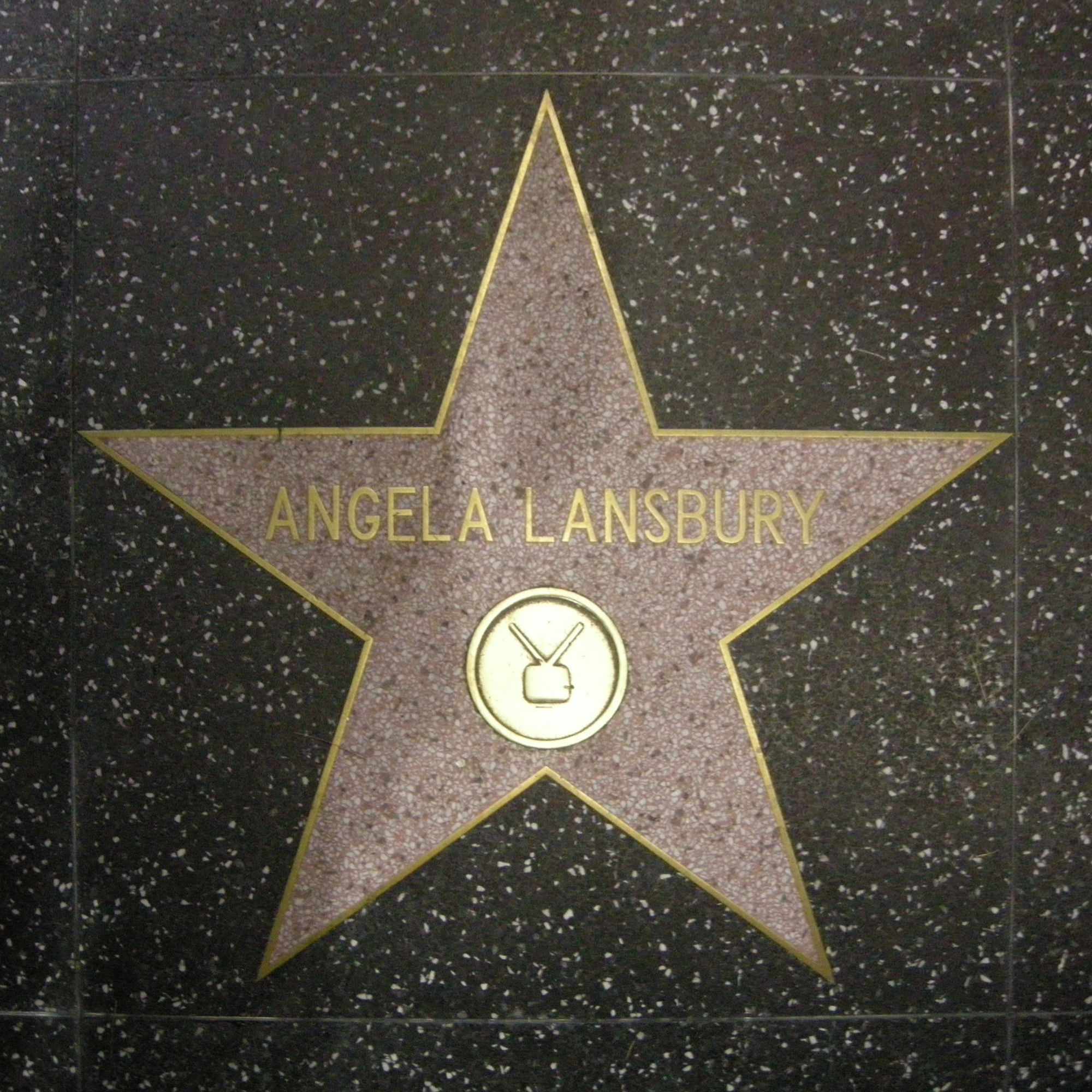
Stern auf dem Hollywood Walk of Fame

- 2014: Ehrenoscar für das Lebenswerk

Nominierung
- 1945: Beste Nebendarstellerin (Das Haus der Lady Alquist)
- 1946: Beste Nebendarstellerin (Das Bildnis des Dorian Gray)
- 1963: Beste Nebendarstellerin (Botschafter der Angst)

BAFTA Award
- 2003: Britannia Award für das Lebenswerk

Nominierung
- 1979 nominiert: Beste Nebendarstellerin (Tod auf dem Nil)

Disney-Legende
- 1995 ernannt

Drama Desk Award
Gewonnen
- 1975: Herausragende Hauptdarstellerin in einem Musical (Gypsy)
- 1979: Herausragende Hauptdarstellerin in einem Musical (Sweeney Todd)
- 2009: Herausragende Nebendarstellerin in einem Schauspiel (Blithe Spirit)

Nominierung
- 1978: Herausragende Hauptdarstellerin in einem Musical (The King and I)
- 2010: Herausragende Nebendarstellerin in einem Musical (A Little Night Music)
- 2012: Herausragende Nebendarstellerin in einem Schauspiel (The Best Man)

Emmy
Nominierung
- 1983: Herausragende Hauptdarstellerin in einer limitierten Serie oder einem Special (Kleine Gloria – Armes, reiches Mädchen)
- 1985: Herausragende Individuelle Leistung in einer Varieté- oder Musiksendung (Sweeney Todd: The Demon Barber of the Fleet Street)
- 1985–1996: jeweils für Herausragende Hauptdarstellerin in einer Dramaserie (Mord ist ihr Hobby)
- 1987/1990: Herausragende Individuelle Leistung in einer Varieté- oder Musiksendung (The 41st Annual Tony Awards)
- 2004: Herausragende Nebendarstellerin in einer Miniserie oder einem Film (The Blackwater Lightship)
- 2005: Herausragende Gastdarstellerin in einer Dramaserie (Law & Order: Trial by Jury)

Golden Globe Award
Gewonnen
- 1946: Beste Nebendarstellerin (Das Bildnis des Dorian Gray)
- 1963: Beste Nebendarstellerin (Botschafter der Angst)
- 1985/1987/1990/1992: Beste Serien-Hauptdarstellerin – Drama (Mord ist ihr Hobby)

Nominierung
- 1971: Beste Hauptdarstellerin – Komödie oder Musical (Something for Everyone)
- 1972: Beste Hauptdarstellerin – Komödie oder Musical (Die tollkühne Hexe in ihrem fliegenden Bett)
- 1984: Beste Nebendarstellerin – Serie, Miniserie oder Fernsehfilm (The Gift of Love: A Christmas Story)
- 1986/1988/1989/1991/1993 und 1995: Beste Serien-Hauptdarstellerin – Drama (Mord ist ihr Hobby)

Grammy Award
Gewonnen
- 1967: zusammen mit dem Komponisten und Textdichter Jerry Herman und dem gesamten Cast für das Album zum Musical Mame
- 1980: zusammen mit dem Komponisten und Textdichter Stephen Sondheim, dem Produzenten Thomas Z. Shepard und dem gesamten Cast für das Album zum Musical Sweeney Todd
- 1993: zusammen mit dem Komponisten Alan Menken, dem Textdichter Howard Ashman und der gesamten Besetzung für das Album zum Filmsoundtrack zu Die Schöne und das Biest

National Board of Review
Gewonnen
- 1963: Beste Nebendarstellerin (Botschafter der Angst; Mein Bruder, ein Lump)
- 1979: Beste Nebendarstellerin (Tod auf dem Nil)

Saturn Award
- 1982: nominiert als Beste Hauptdarstellerin (Mord im Spiegel)

Screen Actors Guild Life Achievement Award
- 1996: Lifetime Achievement Award für das Lebenswerk

Nominierung
- 1995: nominiert als Herausragende Hauptdarstellerin – Dramaserie (Mord ist ihr Hobby)

Tony Award
Gewonnen
- 1966: Beste Hauptdarstellerin in einem Musical (Mame)
- 1969: Beste Hauptdarstellerin in einem Musical (Dear World)
- 1975: Beste Hauptdarstellerin in einem Musical (Gypsy)
- 1979: Beste Hauptdarstellerin in einem Musical (Sweeney Todd)
- 2009: Beste Nebendarstellerin (Blithe Spirit)
- 2022: Auszeichnung für das Lebenswerk

Nominierung
- 2007: Beste Hauptdarstellerin (Deuce)
- 2010: Beste Nebendarstellerin in einem Musical (A Little Night Music)

Laurence Olivier Award
- 2015: Beste Nebendarstellerin (Blithe Spirit)

National Medal of Arts
- 1997